# Atelomastix albanyensis
Atelomastix albanyensis är en mångfotingart som beskrevs av Carl Graf Attems 1911. Atelomastix albanyensis ingår i släktet Atelomastix och familjen Iulomorphidae. Inga underarter finns listade i Catalogue of Life.